# Aurora Automatic Machinery Company

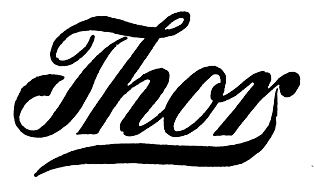

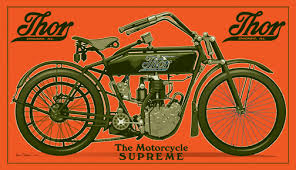
Einzylinder (1907)

Rennmaschine (1908) mit Paul Derkum

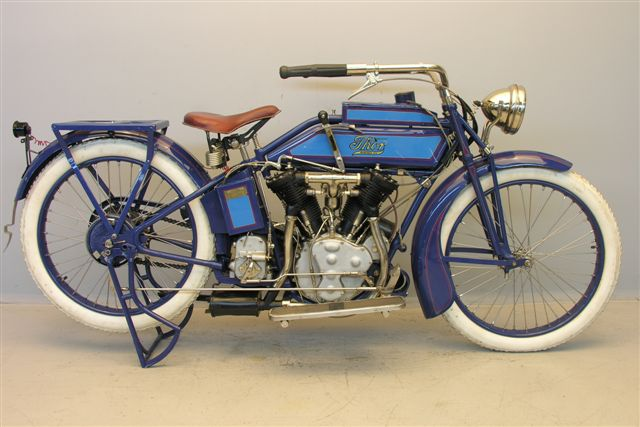
Zweizylinder (1916)

Aurora Automatic Machinery Company war ein US-amerikanischer Hersteller von Motorrädern und Automobilen. Der Sitz war anfangs in Aurora und später Chicago, beides in Illinois.

## Unternehmensgeschichte
Im Oktober 1902 übernahm die Aurora Automatic Machinery Company von Oscar Hedstrom den Auftrag, Motoren für Indian zu produzieren.  Der Vertrag, der 1907 endete, erlaubte der Aurora Automatic Machinery Company eigenständig Motoren herzustellen und sie zu vermarkten. Dadurch gelangten Thor-Einbaumotoren bereits ab 1903 an verschiedene amerikanische Hersteller wie Emblem, Light, Racycle, Reading Standard und Warwick. 1907 erschien das erste eigenständige Thor-Motorrad. Der Einzylinder-Motor mit einem Hubraum von 500 cm³ wurde in einen damals üblichen Schleifenrahmen eingebaut und hatte eine Leistung von 3 PS. Am 30. Dezember 1907 ließ sich Axel Levedahl von Aurora Automatic Machinery Company eine Trapezgabel patentieren, die danach im Einzylindermodell eingebaut wurde. 1908 erschien das erste Motorrad mit einem Zweizylinder-V-Motor und einem ungewöhnlichen Zylinderwinkel von 50 Grad. 1911 wurde am Zweizylinder (Modellbezeichnung O) mit 61 ci Hubraum (≈ 1000 cm³) und 9 PS Leistung, die IOE-Ventilsteuerung eingeführt. 1914 wurde der Hubraum am Zweizylindermodell (Modell U) auf 76,25 ci (≈ 1245 cm³) erhöht und die Produktion nach Chicago verlegt, um eine Produktion auf die unrealistische Vorgabe von 20.000 Exemplaren pro Jahr zu ermöglichen. 1916 wurde die Produktion eingestellt. 
Thor unterhielt seit 1906 eine eigene Rennabteilung. Am 9. September 1908 trat er erstmals mit Zweizylinder-Bahnrennmaschinen zu einem Rennen an, unter anderem mit dem Fahrer Paul Derkum. Die Motorräder wurden unter Rennleiter William (Bill) Ottaway entwickelt, der später für die Entwicklung der Harley-Davidson-Bahnrennmaschine verantwortlich war.

## Automobilbau
Das Unternehmen stellte zwischen 1907 und 1909 einige Automobile her. Der Markenname lautete ebenfalls Thor. Insgesamt entstanden vier Fahrzeuge.
Sie ähnelten den Modellen von Hotchkiss et Cie. Sie hatten einen Sechszylindermotor. Eine Abbildung zeigt einen offenen Tourenwagen.